# Ariane Alter

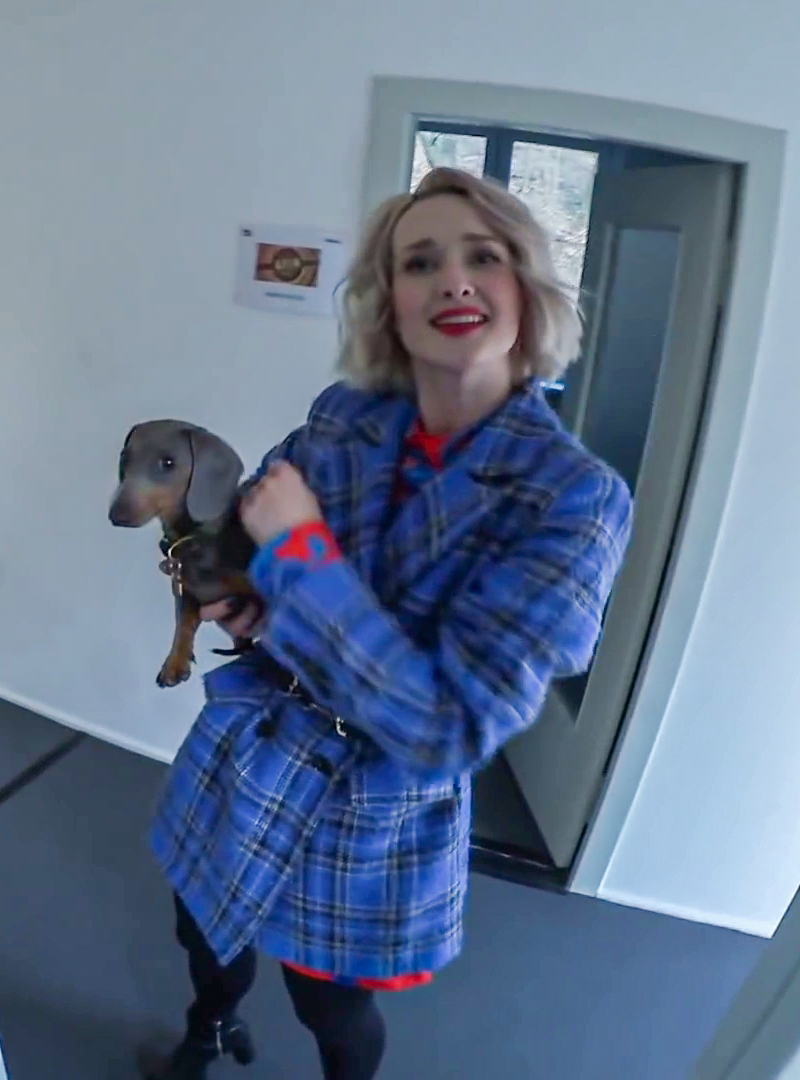
Ariane Alter (2021)

Ariane „Ari“ Alter (* 8. März 1986 in West-Berlin) ist eine deutsche Fernsehmoderatorin. Sie arbeitet für Puls, ZDFneo und andere Kanäle.

## Leben
Alter wurde in Berlin-Dahlem als Tochter eines Immobilienmaklers geboren. Sie besuchte die private Evangelische Schule Frohnau. Im Alter von 16 Jahren nahm sie Schauspielunterricht. Nach ihrem Abitur 2006 absolvierte sie ein Praktikum beim Radiosender Jam FM und moderierte dort Hörfunksendungen.
2007 absolvierte Alter ein Volontariat in der Redaktion von MTV und arbeitete gleichzeitig als Moderatorin von MTV TRL. Darüber hinaus moderierte sie bei MTV, MTV News Mag und Spezialsendungen zu Rock am Ring. 2008 ließ sie sich von Marc Rehbeck mit einem Chamäleon-Bodypainting für eine Werbekampagne der Tierrechtsorganisation PETA fotografieren. 2009 wechselte sie zu Nintendo, um dort regelmäßig im Nintendo-Kanal der Nintendo Wii ein 8-minütiges News-Magazin zu moderieren. Gleichzeitig arbeitete sie bei Red Bull TV an Dokumentarfilmen. 2012 wechselte sie zu ZDFneo als Außenreporterin für die Sendung Heiß & Fettig, arbeitete aber weiterhin als freie Redakteurin für Nintendo. 2013 übernahm sie im Hamburger Musikclub Knust die Moderation von KnustTV.
Ab Februar 2014 moderierte sie an der Seite von Sebastian Meinberg das wöchentlich erscheinende TV-Magazin des Senders Puls. Die Sendung wurde nach 181 Folgen am 14. Dezember 2017 beendet. Dafür wurden die Formate Puls Reportage und Das schaffst du nie! abwechselnd mit ihr und Sebastian Meinberg wöchentlich auf YouTube veröffentlicht. Darüber hinaus erschien ab dem 23. Mai 2017 Das schaffst du nie als Online-Medienangebot bei Funk, dem gemeinsamen Angebot von ARD und ZDF für Jugendliche und junge Erwachsene zwischen 14 und 29 Jahren. In der Folge unterstützten die beiden Moderatoren regelmäßig auch andere Funk-Sendungen.
Im Podcast Im Namen der Hose moderiert sie seit dem 9. Oktober 2017 rund um das Thema Sex zusammen mit Linda Becker (bis zum 28. September 2019) und Kevin Ebert (seit dem 28. September 2019). Im November und Dezember 2019 moderierte sie die 3sat-Sendung SatireBattle. Von 12. bis 15. November 2019 moderierte sie mit Sebastian Meinberg im ARD-ZDF-Jugendangebot Funk durchgehend eine 72-stündige Talksendung und stellte damit einen neuen Weltrekord auf. Vom 4. Februar 2020 bis zum 30. Juli 2020 moderierte sie die Funk-Late-Night-Show Gute Nacht, Alter! 2020 spielte sie im BR-Podcast Das Institut sich selbst als investigative Journalistin, die ins zentralasiatische Kisbekistan reist, um Missstände am dortigen Deutschen Sprach- und Kulturinstitut aufzudecken.
Von Oktober 2020 bis März 2021 moderierte Alter auf ZDFneo die Late-Night-Show Late Night Alter. Sie trat damit die Nachfolge von Jan Böhmermanns Sendung Neo Magazin Royale an. Die Show endete nach zwei Staffeln.
Ariane Alter ist verheiratet. Im Oktober 2022 wurde sie Mutter einer Tochter.
Am 20. Juni 2024 gab Bayern 3 bekannt, dass sie als Moderatorin des Formates Das schaffst du nie! ausscheiden wird.

## Fernseharbeit (Auswahl)
- 2013–2014: Heiß & Fettig! (ZDFneo)
- 2014–2017: Puls im TV (BR)
- 2019: Verstehen Sie Spaß? (Das Erste)
- 2020: Verstehen Sie Spaß? (Das Erste)
- 2020–2021: Late Night Alter (ZDFneo)
- 2024: Genial daneben (RTL Zwei)
- 2025: LOL: Last One Laughing
- 2025: Nobody is Perfect (RTL Zwei)